# Joaquín Mercader y Belloch
Joaquín Mercader y Belloch (Mataró, Barcelona, 1824 — Cornellá de Llobregat, Barcelona, 1904) fue un arqueólogo español, propietario del «Museo zoológico conde de Belloch».

## Biografía
Aficionado a la arqueología y a la historia, tuvo una importante colección arqueológica que incluyó en el «Museo zoológico conde de Belloch», fundado por su padre Ramón Mercader en 1835 y ampliada notablemente por él. El zoológico se encontraba en la calle Lledó, número 11, de Barcelona. Mientras que la colección de objetos arqueológicos y numismáticos se instaló en su casa, en el Paseo de Gracia esquina Provenza, de la ciudad condal. La colección arqueológica incluía armas, monedas, armaduras, abanicos, grabados, ídolos romanos, y diversos y curiosos objetos antiguos. El conde atendía personalmente a todos los visitantes de su museo. Publicó algunas monografías, como las que se indican en el apartado Obras. 

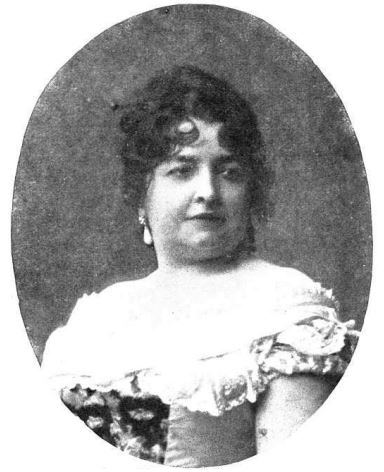
Dolores Caballero Rasco, Condesa de Belloch

Era el cuarto nieto de Ramón de Belloch y de Macip, Sargento Mayor de Infantería, Tesorero del Ejército en el Ampurdán, Jurado en Jefe de Gerona; quien fue creado conde de Belloch, por el Archiduque Carlos de Austria, el 18 de agosto de 1707. Joaquín Mercader y Belloch obtuvo a su favor la confirmación del título, como segundo conde de Belloch, por parte del rey Amadeo I de Saboya, el 27 de noviembre de 1871.

## Obras
- Mercader y Belloch, Joaquín de (1876). Historia de las capillas de los santos apóstoles Pedro y Pablo que hoy existen en el castillo de Belloch situado en el Vallés por su actual posesor el Iltre. Sr. D. Joaquín de Mercader Belloch, Conde de Belloch, Imprenta de libros Obradors y P. Sulé, Barcelona, 20pp.